# Torneio de Verão de Ciclismo de 2014
O Torneio de Verão de Ciclismo de 2014 foi a 28ª edição do Torneio de Verão de Ciclismo, competição ciclística profissional por etapas realizada no estado de São Paulo, disputado de 20 a 23 de fevereiro de 2014. A competição teve 4 etapas disputadas em duas cidades: Peruíbe, na Baixada Santista, local no qual o evento normalmente é disputado, e Ilha Comprida, no Vale do Ribeira, a primeira vez que a competição frequentou a região. As etapas foram disputadas em pequenos circuitos nas cidades, sem quilômetragem definida - a duração de cada etapa era de 90 minutos mais 2 voltas. A competição foi um evento de classe 2 no Calendário Brasileiro de Ciclismo.
O vencedor geral foi Rodrigo Araújo de Melo (CJ Bike - Castle Eventos - Goiânia), que somou 26 pontos ao final do evento. O primeiro líder da prova foi Armando Camargo, que venceu a primeira etapa escapado. A segunda etapa foi decidida no costumário sprint final, no qual Michel Fernández García foi o vencedor, com a liderança mantendo-se nas mãos de Camargo. A terceira etapa novamente foi vencida pela fuga, com Cristian Egídio chegando escapado do pelotão principal; os primeiros colocados da geral se marcaram durante a maior parte da etapa, e nenhum dos 4 primeiros da classificação geral pontuaram. Com isso, a decisão foi para a última etapa da prova, que foi decidida no sprint, vencido por Rodrigo Melo. Ao final das quatro etapas, três ciclistas estavam empatados na liderança, com 26 pontos cada um: Rodrigo Melo, Michel Fernández García e Armando Camargo. O desempate era dado pelo resultado da última etapa, e, com isso, Rodrigo Melo se sagrou o campeão geral, em uma das competições mais acirradas da história da prova.

## Classificação e Bonificações
Diferentemente da maioria das outras provas por etapas do ciclismo de estrada, a classificação geral do Torneio de Verão não é decidida pela soma dos tempos de cada etapa, mas sim pelos pontos que os ciclistas conquistam sendo os primeiros colocados no final de cada etapa. Quem conquistar mais pontos na soma de todas as etapas é o campeão da prova. Durante as etapas, o líder da prova utiliza a camisa amarela de líder. Na edição de 2014, a pontuação em cada etapa foi distribuída da seguinte forma:
| Colocação | Pontuação |
| --------- | --------- |
| 1º        | 12        |
| 2º        | 10        |
| 3º        | 8         |
| 4º        | 7         |
| 5º        | 6         |
| 6º        | 5         |
| 7º        | 4         |
| 8º        | 3         |
| 9º        | 2         |
| 10º       | 1         |

## Etapas
| Etapa | Trajeto                               | Distância | Data         | Vencedor                |
| ----- | ------------------------------------- | --------- | ------------ | ----------------------- |
| 1     | Ilha Comprida - Av. Marginal Candapuí | 62 km     | 20 Fevereiro | Armando Camargo         |
| 2     | Ilha Comprida - Av. Marginal Candapuí | 72 km     | 21 Fevereiro | Michel Fernández García |
| 3     | Peruíbe - Av. da Praia                | 63 km     | 22 Fevereiro | Cristian Egídio         |
| 4     | Peruíbe - Av. da Praia                | 55 km     | 23 Fevereiro | Rodrigo Araújo de Melo  |

## Equipes
Na categoria elite masculino, a competição reuniu 7 equipes além de alguns ciclistas que competiram avulsos, em um total de 41 atletas.
 GRCE Memorial - Prefeitura de Santos
 Clube DataRo de Ciclismo - Bottecchia
 São Francisco Saúde - Ribeirão Preto
 São Lucas Saúde - Giant - Americana
 Barueri - Penks - New Millen - Maxxis - DKS
 ADF - Bauducco - JKS - SIL
 CJ Bike - Castle Eventos - Goiânia

## Resultados

### Etapa 1:Ilha Comprida
A primeira etapa da prova foi realizada quinta-feira, 20 de fevereiro de 2014, em um circuito na Avenida Marginal Candapuí, em Ilha Comprida. Na metade do percurso de 62 quilômetros, Armando Camargo e Ramiro Cabrera saíram em fuga, conseguindo manter a vantagem sobre o pelotão até o final. A dupla decidiu a vitória de etapa no sprint final, no qual Camargo foi o mais rápido, chegando a abrir alguns segundos de vantagem para Cabrera, vencendo a etapa e se tornando o primeiro líder da prova em 2014. O pelotão disputou as demais colocações no sprint, no qual Nilceu dos Santos foi o mais rápido, ficando com a 3ª colocação.
|   | País    | Ciclista                | Equipe                               | Tempo      |
| - | ------- | ----------------------- | ------------------------------------ | ---------- |
| 1 | Brasil  | Armando Camargo         | GRCE Memorial - Prefeitura de Santos | 1h 25' 57" |
| 2 | Uruguai | Ramiro Cabrera          | Clube DataRo de Ciclismo             | + 5"       |
| 3 | Brasil  | Nilceu dos Santos       | Clube DataRo de Ciclismo             |            |
| 4 | Brasil  | Joel Candido Junior     | GRCE Memorial - Prefeitura de Santos |            |
| 5 | Cuba    | Michel Fernández García | São Francisco Saúde - Ribeirão Preto |            |

|   | País    | Ciclista                | Equipe                               | Pontuação |
| - | ------- | ----------------------- | ------------------------------------ | --------- |
| 1 | Brasil  | Armando Camargo         | GRCE Memorial - Prefeitura de Santos | 12 pts    |
| 2 | Uruguai | Ramiro Cabrera          | Clube DataRo de Ciclismo             | 10 pts    |
| 3 | Brasil  | Nilceu dos Santos       | Clube DataRo de Ciclismo             | 8 pts     |
| 4 | Brasil  | Joel Candido Junior     | GRCE Memorial - Prefeitura de Santos | 7 pts     |
| 5 | Cuba    | Michel Fernández García | São Francisco Saúde - Ribeirão Preto | 6 pts     |

### Etapa 2:Ilha Comprida
A segunda etapa da prova foi realizada sexta-feira, 21 de fevereiro de 2014, novamente na Avenida Marginal Candapuí, em Ilha Comprida. Após 72 quilômetros de prova, a decisão foi para o sprint final, no qual o cubano Michel Fernández García foi o mais rápido, garantindo a vitória da etapa. O camisa amarela Armando Camargo chegou em 3º e manteve a liderança da prova com 20 pontos contra 18 de Michel Fernández.
|   | País   | Ciclista                | Equipe                               | Tempo      |
| - | ------ | ----------------------- | ------------------------------------ | ---------- |
| 1 | Cuba   | Michel Fernández García | São Francisco Saúde - Ribeirão Preto | 1h 34' 50" |
| 2 | Brasil | Rodrigo Araújo de Melo  | CJ Bike - Castle Eventos - Goiânia   | m.t.       |
| 3 | Brasil | Armando Camargo         | GRCE Memorial - Prefeitura de Santos | m.t.       |
| 4 | Brasil | Nilceu dos Santos       | Clube DataRo de Ciclismo             | m.t.       |
| 5 | Brasil | Fabiele Mota            | ADF - Bauducco - JKS                 | m.t.       |

|   | País    | Ciclista                | Equipe                               | Pontuação |
| - | ------- | ----------------------- | ------------------------------------ | --------- |
| 1 | Brasil  | Armando Camargo         | GRCE Memorial - Prefeitura de Santos | 20 pts    |
| 2 | Cuba    | Michel Fernández García | São Francisco Saúde - Ribeirão Preto | 18 pts    |
| 3 | Brasil  | Nilceu dos Santos       | Clube DataRo de Ciclismo             | 15 pts    |
| 4 | Brasil  | Rodrigo Araújo de Melo  | CJ Bike - Castle Eventos - Goiânia   | 14 pts    |
| 5 | Uruguai | Ramiro Cabrera          | Clube DataRo de Ciclismo             | 12 pts    |

### Etapa 3:Peruíbe
Realizada sábado, dia 22 de fevereiro, a terceira etapa da prova percorreu 63 quilômetros em um circuito na Avenida da Praia, em Peruíbe. No decorrer da etapa, três ciclistas saíram em fuga e mantiveram a vantagem até o final, disputando a vitória entre si no sprint, no qual Cristian Egídio foi o mais rápido, levando a vitória da etapa à frente de Jeovane de Oliveira e o campeão brasileiro de estrada Rodrigo Nascimento, que completou a prova alguns segundos após o vencedor. No pelotão principal, houve uma acirrada marcação entre os primeiros colocados da classificação geral, e, no fim, nenhum dos 4 primeiros ciclistas da geral pontuou, o que manteve a liderança nas mãos de Armando Camargo restando uma etapa para o fim da prova.
|   | País   | Ciclista            | Equipe                               | Tempo      |
| - | ------ | ------------------- | ------------------------------------ | ---------- |
| 1 | Brasil | Cristian Egídio     | Clube DataRo de Ciclismo             | 1h 33' 13" |
| 2 | Brasil | Jeovane de Oliveira | São Francisco Saúde - Ribeirão Preto | m.t.       |
| 3 | Brasil | Rodrigo Nascimento  | São Francisco Saúde - Ribeirão Preto | + 5"       |
| 4 | Brasil | Antoelson Dornelles | São Francisco Saúde - Ribeirão Preto | + 9"       |
| 5 | Brasil | Erik Garcia         | CJ Bike - Castle Eventos - Goiânia   | + 9"       |

|   | País   | Ciclista                | Equipe                               | Pontuação |
| - | ------ | ----------------------- | ------------------------------------ | --------- |
| 1 | Brasil | Armando Camargo         | GRCE Memorial - Prefeitura de Santos | 20 pts    |
| 2 | Cuba   | Michel Fernández García | São Francisco Saúde - Ribeirão Preto | 18 pts    |
| 3 | Brasil | Nilceu dos Santos       | Clube DataRo de Ciclismo             | 15 pts    |
| 4 | Brasil | Rodrigo Araújo de Melo  | CJ Bike - Castle Eventos - Goiânia   | 14 pts    |
| 5 | Brasil | Fabiele Mota            | ADF - Bauducco - JKS                 | 13 pts    |

### Etapa 4:Peruíbe
A última etapa da prova foi realizada domingo, 23 de fevereiro de 2014, novamente em um circuito na Avenida da Praia, em torno do qual os atletas percorreram 55 quilômetros. Nenhuma fuga prevaleceu até o fim, e, com o pelotão compacto, a chegada foi decidida no sprint final, no qual Rodrigo Araújo de Melo foi o mais rápido, conquistando a etapa à frente de Nilceu dos Santos e Michel Fernández García. O camisa amarela Armando Camargo foi o 5º colocado, e, com esses resultados, a classificação geral da prova acabou como uma das mais acirradas da história do evento: Rodrigo, Michel e Armando acabaram a prova empatados, com 26 pontos cada um, enquanto Nilceu ficou com 25. Segundo o regulamento, o desempate se dá pela colocação dos ciclistas na última etapa; com isso, Rodrigo Araújo de Melo se sagrou o campeão geral do Torneio de Verão de 2014, à frente de Michel Fernández García, enquanto o ex-líder Armando Camargo completou o pódio da classificação geral, na 3ª colocação.
| Resultado Etapa 4 \| \| País \| Ciclista \| Equipe \| Tempo \| \| - \| ---- \| ----------------------- \| ------------------------------------ \| ---------- \| \| 1 \| \| Rodrigo Araújo de Melo \| CJ Bike - Castle Eventos - Goiânia \| 1h 20' 00" \| \| 2 \| \| Nilceu dos Santos \| Clube DataRo de Ciclismo \| m.t. \| \| 3 \| \| Michel Fernández García \| São Francisco Saúde - Ribeirão Preto \| m.t. \| \| 4 \| \| Fabiele Mota \| ADF - Bauducco - JKS \| m.t. \| \| 5 \| \| Armando Camargo \| GRCE Memorial - Prefeitura de Santos \| m.t. \| |        |                         |                                      |            |
| | País   | Ciclista                | Equipe                               | Tempo      |
| 1 | Brasil | Rodrigo Araújo de Melo  | CJ Bike - Castle Eventos - Goiânia   | 1h 20' 00" |
| 2 | Brasil | Nilceu dos Santos       | Clube DataRo de Ciclismo             | m.t.       |
| 3 | Cuba   | Michel Fernández García | São Francisco Saúde - Ribeirão Preto | m.t.       |
| 4 | Brasil | Fabiele Mota            | ADF - Bauducco - JKS                 | m.t.       |
| 5 | Brasil | Armando Camargo         | GRCE Memorial - Prefeitura de Santos | m.t.       |

## Resultados Finais
| Classificação Geral após Etapa 4 (Resultado final) \| \| País \| Ciclista \| Equipe \| Tempo \| \| -- \| ---- \| ----------------------- \| ------------------------------------ \| ------ \| \| 1 \| \| Rodrigo Araújo de Melo \| CJ Bike - Castle Eventos - Goiânia \| 26 pts \| \| 2 \| \| Michel Fernández García \| São Francisco Saúde - Ribeirão Preto \| 26 pts \| \| 3 \| \| Armando Camargo \| GRCE Memorial - Prefeitura de Santos \| 26 pts \| \| 4 \| \| Nilceu dos Santos \| Clube DataRo de Ciclismo \| 25 pts \| \| 5 \| \| Fabiele Mota \| ADF - Bauducco - JKS \| 20 pts \| \| 6 \| \| Cristian Egídio \| Clube DataRo de Ciclismo \| 17 pts \| \| 7 \| \| Sidney dos Santos \| ADF - Bauducco - JKS \| 13 pts \| \| 8 \| \| Ramiro Cabrera \| Clube DataRo de Ciclismo \| 12 pts \| \| 9 \| \| Daniel Rogelin \| Equipe ERT - VZAN - Indaiatuba \| 10 pts \| \| 10 \| \| Jeovane de Oliveira \| São Francisco Saúde - Ribeirão Preto \| 10 pts \| |         |                         |                                      |        |
| | País    | Ciclista                | Equipe                               | Tempo  |
| 1 | Brasil  | Rodrigo Araújo de Melo  | CJ Bike - Castle Eventos - Goiânia   | 26 pts |
| 2 | Cuba    | Michel Fernández García | São Francisco Saúde - Ribeirão Preto | 26 pts |
| 3 | Brasil  | Armando Camargo         | GRCE Memorial - Prefeitura de Santos | 26 pts |
| 4 | Brasil  | Nilceu dos Santos       | Clube DataRo de Ciclismo             | 25 pts |
| 5 | Brasil  | Fabiele Mota            | ADF - Bauducco - JKS                 | 20 pts |
| 6 | Brasil  | Cristian Egídio         | Clube DataRo de Ciclismo             | 17 pts |
| 7 | Brasil  | Sidney dos Santos       | ADF - Bauducco - JKS                 | 13 pts |
| 8 | Uruguai | Ramiro Cabrera          | Clube DataRo de Ciclismo             | 12 pts |
| 9 | Brasil  | Daniel Rogelin          | Equipe ERT - VZAN - Indaiatuba       | 10 pts |
| 10 | Brasil  | Jeovane de Oliveira     | São Francisco Saúde - Ribeirão Preto | 10 pts |

## Evolução dos Líderes
| Etapa | Vencedor                | Classificação Geral    |
| 1     | Armando Camargo         | Armando Camargo        |
| 2     | Michel Fernández García | Armando Camargo        |
| 3     | Cristian Egídio         | Armando Camargo        |
| 4     | Rodrigo Araújo de Melo  | Rodrigo Araújo de Melo |
| Final | Final                   | Rodrigo Araújo de Melo |